# Roller Monza
Maillots
Le Roller Monza était un club italien de rink hockey de la ville de Monza en Lombardie. Le club disputait ses rencontres à domicile au PalaSesto de Sesto San Giovanni.

## Histoire
Le club alors champion d'Italie à l'issue de la saison 1995-1996 fait faillite et disparait.

## Palmarès
- Coupe d'Europe des vainqueurs de coupe : vainqueur en 1989, 1992 et 1995
- Championnat d'Italie : vainqueur en 1989, 1990, 1992 et 1996
- Coupe du Portugal : vainqueur en 1990

### Source de la traduction
- (es) Cet article est partiellement ou en totalité issu de l’article de Wikipédia en espagnol intitulé « Roller Monza » (voir la liste des auteurs).